# David Argüelles
David Argüelles Álvarez (Gijón, 10 de enero de 2002) es un futbolista español que juega como lateral izquierdo en el Getafe C. F. "B" de Segunda Federación.

## Trayectoria
Gijonés, se une a la Escuela de Fútbol de Mareo en 2012. Antes de ello mientras estudiaba en el Colegio Lloréu fue progresando como futbolista en diversos clubes de categoría inferior de la ciudad como el C. F. Puerto de Gijón, C. D. La Braña y finalmente el equipo del Colegio de La Asunción. El 6 de junio de 2018, siendo cadete, renueva su contrato por 5 años. Asciende al filial, en la Segunda División B, en julio de 2020, debutando el siguiente 17 de octubre al partir como titular en una derrota por 2-4 frente a la Cultural y Deportiva Leonesa. Su primer gol llega el 5 de septiembre del año siguiente, al anotar el primer tanto en la victoria por 2-0 frente al CD Covadonga en la nueva Tercera División RFEF.
Logra debutar con el primer equipo el 20 de marzo de 2022 al entrar como sustituto en la segunda mitad de Pablo García en un empate por 1-1 frente al C. D. Leganés en Segunda División.
El 24 de julio de 2023, firma por el UD Ibiza de la Primera Federación por dos temporadas.

## Estadísticas

### Clubes
Actualizado al último partido disputado el 9 de noviembre de 2022.
| Club                           | Div.          | Temporada     | Liga  | Liga  | Copas nacionales | Copas nacionales | Copas internacionales | Copas internacionales | Total | Total |
| Club                           | Div.          | Temporada     | Part. | Goles | Part.            | Goles            | Part.                 | Goles                 | Part. | Goles |
| ------------------------------ | ------------- | ------------- | ----- | ----- | ---------------- | ---------------- | --------------------- | --------------------- | ----- | ----- |
| Sporting de Gijón "B" · España | 3.ª           | 2020-21       | 6     | 0     | ―                | ―                | ―                     | ―                     | 6     | 0     |
| Sporting de Gijón "B" · España | 5.ª           | 2021-22       | 25    | 3     | —                | —                | —                     | —                     | 25    | 3     |
| Sporting de Gijón "B" · España | 5.ª           | 2022-23       | 10    | 0     | —                | —                | —                     | —                     | 10    | 0     |
| Sporting de Gijón "B" · España | Total club    | Total club    | 41    | 3     | 0                | 0                | 0                     | 0                     | 41    | 3     |
| Sporting de Gijón · España     | 2.ª           | 2021-22       | 2     | 0     | —                | —                | ―                     | ―                     | 2     | 0     |
| Sporting de Gijón · España     | 2.ª           | 2022-23       | 1     | 0     | —                | —                | ―                     | ―                     | 1     | 0     |
| Sporting de Gijón · España     | Total club    | Total club    | 3     | 0     | 0                | 0                | 0                     | 0                     | 3     | 0     |
| UD Ibiza · España              | 1.ª F         | 2023-         | 0     | 0     | —                | —                | —                     | —                     | 0     | 0     |
| UD Ibiza · España              | Total club    | Total club    | 0     | 0     | 0                | 0                | 0                     | 0                     | 0     | 0     |
| Total carrera                  | Total carrera | Total carrera | 44    | 3     | 0                | 0                | 0                     | 0                     | 44    | 3     |